# Marlene Ramírez Monroy
Marlene Ramírez Monroy es una deportista mexicana que compitió en taekwondo. Ganó dos medallas de bronce en el Campeonato Mundial de Taekwondo en los años 1995 y 1997.

## Palmarés internacional
| Campeonato Mundial | Campeonato Mundial | Campeonato Mundial | Campeonato Mundial |
| Año                | Lugar              | Medalla            | Categoría          |
| ------------------ | ------------------ | ------------------ | ------------------ |
| 1995               | Manila (Filipinas) | Medalla de bronce  | –60 kg             |
| 1997               | Hong Kong (China)  | Medalla de bronce  | –65 kg             |